# Steenbergse bossen
De Steenbergse bossen vormen een erkend natuurreservaat in de Vlaamse Ardennen in Zuid-Oost-Vlaanderen (België). Het reservaat van 30 ha ligt op het grondgebied van de stad Zottegem (deelgemeenten Erwetegem en Sint-Goriks-Oudenhove) en wordt (net als de rest van reservaat Middenloop Zwalm) beheerd door Natuurpunt afdeling Zwalmvallei. Het gebied is erkend als Europees Natura 2000-habitatrichtlijngebied (Bossen van de Vlaamse Ardennen en andere Zuid-Vlaamse bossen) en maakt deel uit van het Vlaams Ecologisch Netwerk. In 2015 en 2016 werden extra percelen aangekocht  ; in 2016 , 2017 , 2018 , 2019  en 2021  werden bij boomplantacties verschillende percelen herbebost. Rond de Steenbergse bossen worden de glanshavergraslanden hersteld. 

## Landschap
De Steenbergse bossen zijn een typisch heuvelachtig Vlaamse Ardennen-landschap. Het glooiende landschap bestaat uit een mozaïek van bossen, bronbeekjes, akkers, weiden, kwelgebieden, hagen en heggen in de valleitjes rond de Erwetegembeek, de Traveinsbeek en de Karnemelkbeek.

## Fauna
Het reservaat biedt een onderkomen aan allerlei soorten dieren, waaronder steenmarter, boommarter, ree en vos. Rond de heldere bronbeekjes vindt men vooral kokerjuffers, steenvliegen en haften. Het rode waterkevertje Hydropus Ferrugineus werd hier teruggevonden als enige plek in Vlaanderen . In de Steenbergse bossen kunnen ook de levendbarende hagedis en de hazelworm gespot worden; om de habitat van de rivierdonderpad te verbeteren werd de Traveinsbeek heringericht . Ook komen er allerlei vlindersoorten voor (dagpauwoog, klein- en groot koolwitje, oranjetipje, kleine vuurvlinder, boomblauwtje en landkaartje).

## Flora
De ondergrond in de Steenbergse bossen is erg gevarieerd; er komen meer dan 26 verschillende bodemtypes voor. Daardoor vinden heel veel verschillende plantensoorten een plaats in het reservaat. Het bosgebied kent een levendige struik- en kruidvegetatie: bosanemoon, slanke sleutelbloem, valse salie, echte guldenroede,… In de talrijke bron- en kwelzones komen dan weer soorten voor als dotterbloem, reuzenpaardenstaart, paarse schubwortel en eenbes. De heldere bronbeekjes vormen een habitat voor verschillende planten, zoals verspreidbladig goudveil, paarbladig goudveil en bittere veldkers.

## Natuurbeleving
Het natuurgebied is toegankelijk via de knooppunten van het wandelnetwerk 'Vlaamse-Ardennen Zwalmvallei'.  De GR122 loopt langs De Vlamme.

## Afbeeldingen

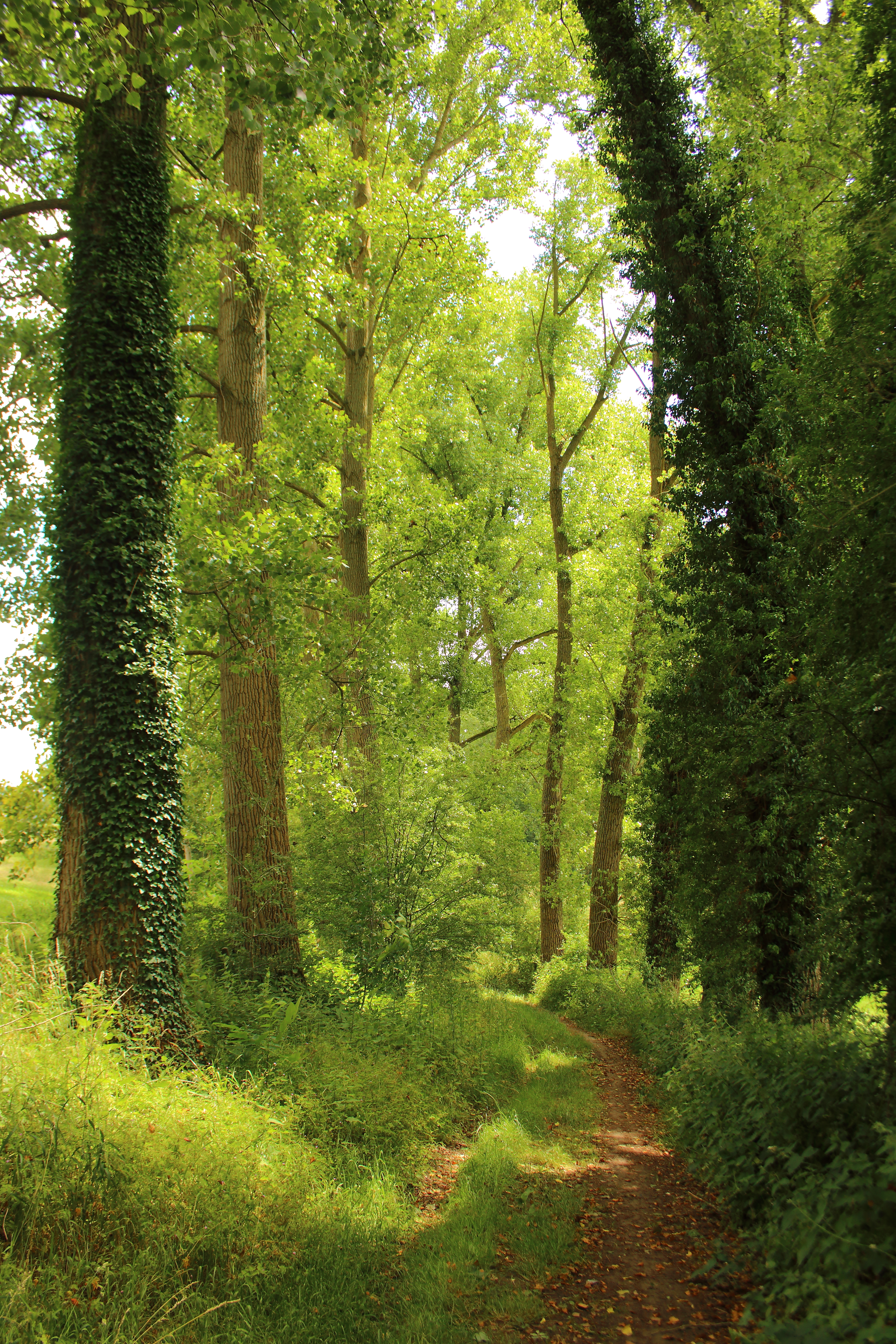
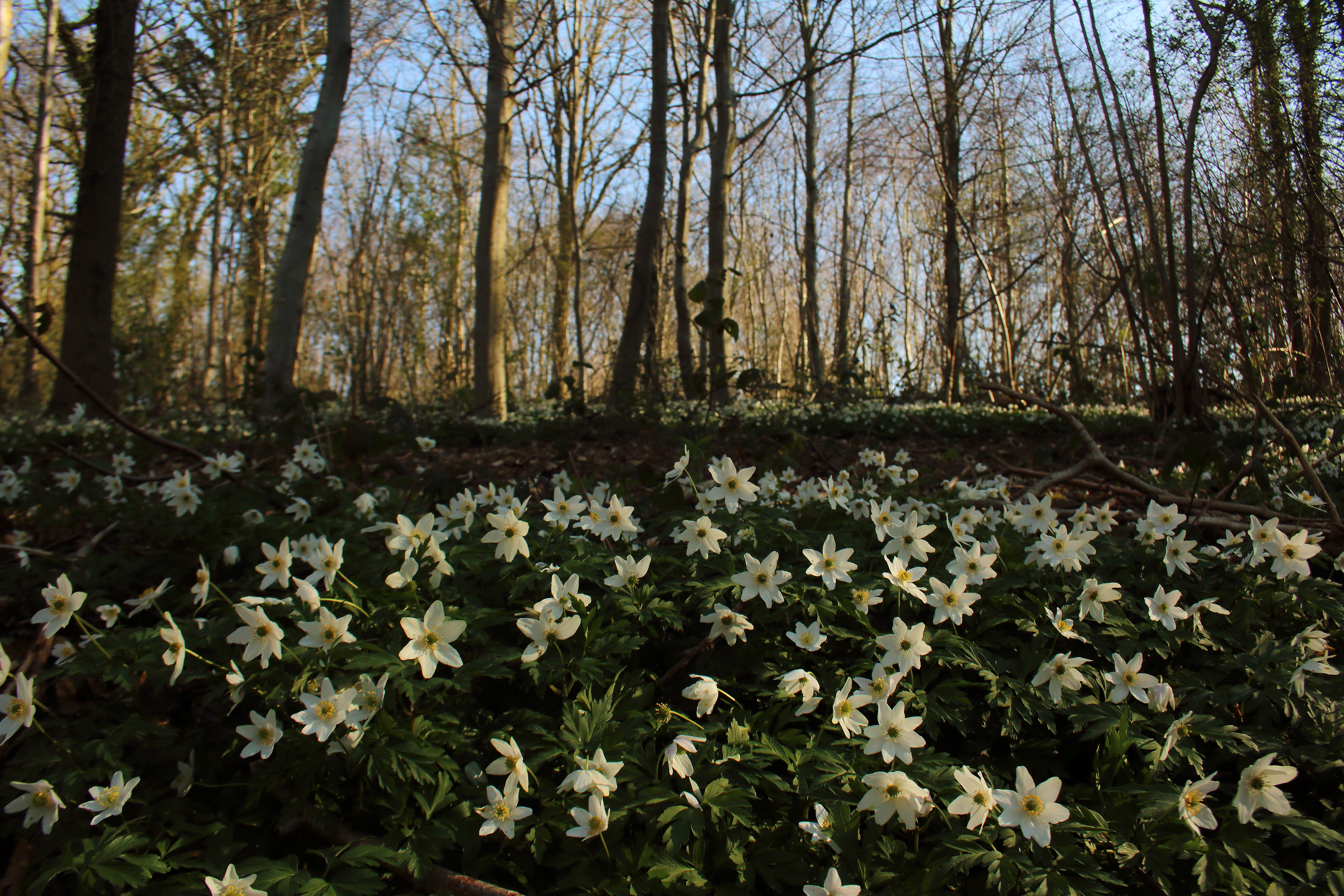
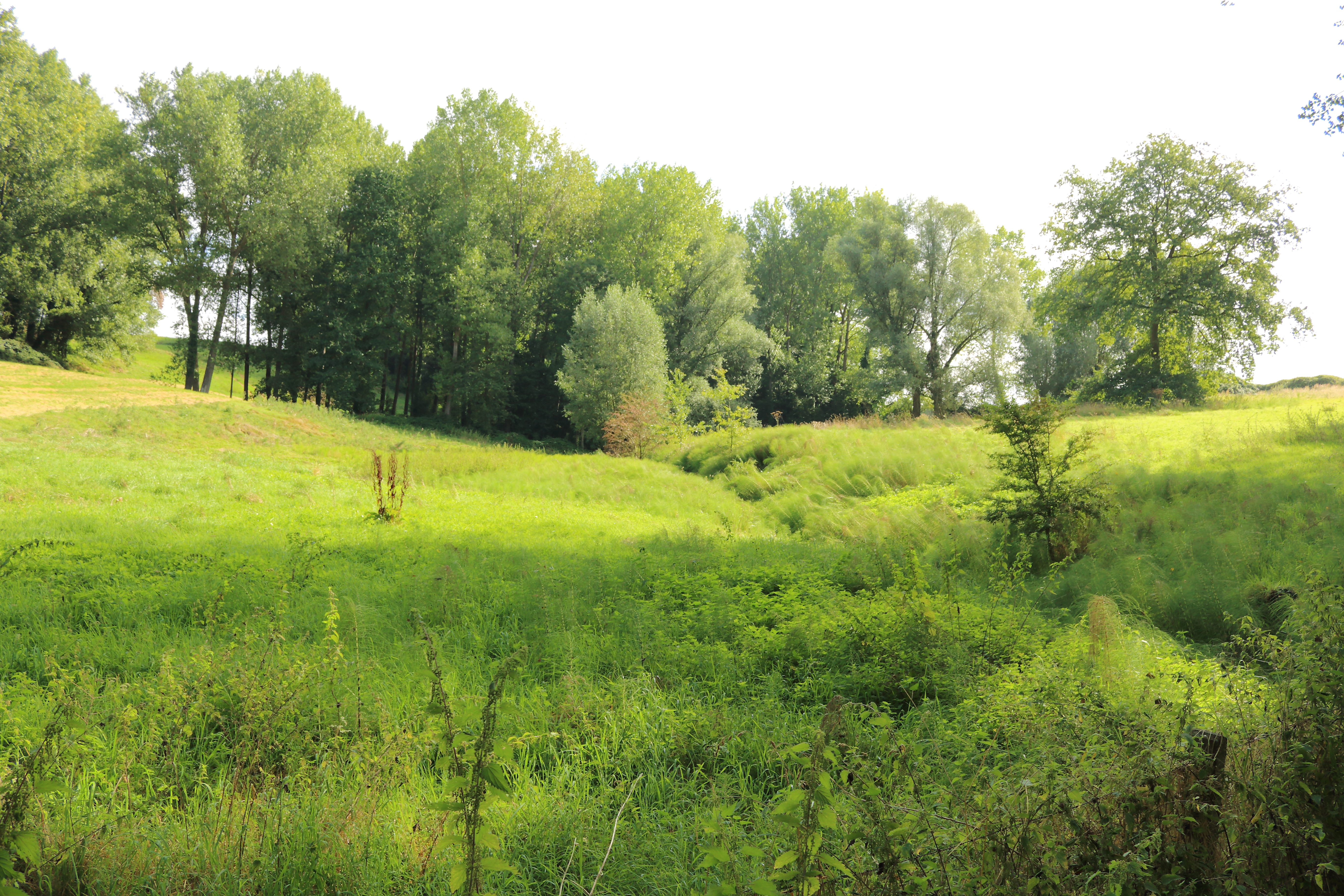